# تزاریتسانی
تزاریتسانی (به لاتین: Tsaritsani) یک شهرک در یونان است که در Elassona Municipality واقع شده‌است.